# 洗腦
洗脑，又称再教育（re-education）、精神杀害（menticide）、强行说服（coercive persuasion）、思想改造（thought reform），指有意圖或强制性地向被操纵者灌輸思想，以迎合操縱者的目的或特定主張的一連串手法與過程的行為。洗脑本质的含义：採用手段将符合自己利益的认识与思想去灌输给他人。
目前专门论述洗脑的中文书尚不多见，已出版的有：李洪林著《中国思想运动史》（1999）；胡平著《人的驯化、躲避与反叛》（1999）；傅志彬著《洗脑的历史》（2014）；宋永毅、夏明编《洗脑》（2023）等。
「洗腦」一詞常用於對政治與信仰團體的討論中；然而除了一些信仰團體對其成員進行洗腦的說法是否成立這點有爭議之外，「洗腦」這說法本身，也被一些人認為是一個具有強烈主觀性的用語；而一些研究也發現說，「洗腦」並非如想像的一般「強力」且「不可抗拒」，且加入被定性為「邪教」的信仰團體的人也有一定的自主意識之故，因此區分邪教和正當宗教也比很多人想得困難，邪教與正當宗教之間的區別也比人們想得模糊。需注意的是，洗腦一詞并不被視作是一個主流的科學用語。

## 詞源
英文「brainwash」意指洗脑；英語中此詞沿於上世紀1950年代的朝鲜战争，美國士兵被中国人民志愿军俘虜之後，接受中国共产党的思想改造，獲释之後回到美國仍然支持中国共產黨政府，於是美國記者Edward Hunter就用「brainwash」一詞來描述此事。

## 历史渊源
柏拉图最早提出，统一理想国内人民的一切文化活动，禁止一切非正统的思想言行是哲学王的责任。柏拉图的法哲学思想具有明显的理想主义特点，他在《国家篇》中描述了以正义观和人治观为基础的哲学王统治。他认为，诗人的作品应呈送政府审核，政府以该作品是否有益于人民的精神健康作为许可出版的标准。按照柏拉图之意，国家必须对神话的讲法作出严格的规定，作为统治根据的神话具有正统教派的特点，只有一种讲法；而其他异教徒和不敬神者，则要予以严厉的处罚，因为他们的存在威胁着城邦的和谐与幸福。柏拉图在《法律篇》中说：“对一切不敬神的人普遍宣告：他们必须放弃他们现有的习惯，赞成敬神的生活。”对犯了渎神罪的人，要进行监禁，对无神论者则也要进行训诫、监禁，必要时必须处以死刑，禁止非法的宗教活动，乃是“一条普遍的法律”。所以歐内斯特·巴克说：“《法律篇》的结束就是中世纪时代的开始。”柏拉图主义影响整个中世纪。中世纪基督教占绝对的统治地位，新柏拉图主义与基督教神学相结合，部分地实现了柏拉图的哲学王理想。中世纪的教宗可视为「哲学王」的一种折射，基督教教会拥有管理意识形态的权力，教会将反对它的宗教组织定为异端，交由宗教裁判所审判。
基督教为了控制人们的思想，紧紧抓住了文化和教育，因此中世纪的教育便带有浓厚的宗教性，西欧的学校几乎是清一色的教会学校。宗教利用文学艺术来形象地宣传教义，在人力、物力和财力上的巨大投入促进了艺术的发展。文艺复兴时期，马基雅维利主张国家安全至上论，指出思想的传播和讨论应受严格管制。马基雅维利学说的核心是如何取得权力，并使人们对统治者百依百顺。哲学家霍布斯主张社会契约说，认为契约社会的统治者有绝对无限的权力，人民的言论未经许可不得发表。黑格尔进一步发展了国家主义，提出国家有无上的权力，人民的最高任务就是作为国家的一份子。

## 學術研究

### 美國

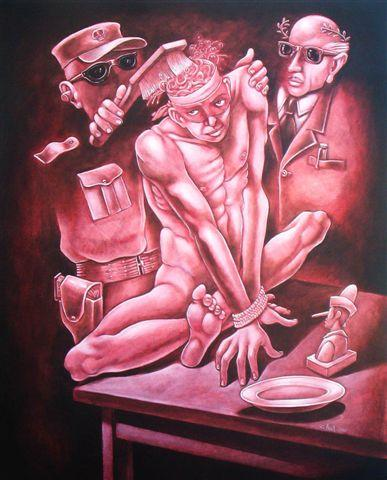
洗脑的讽刺画

1961年，美國精神病學家Robert Jay Lifton（羅伯特利·夫頓）博士專程到香港採訪被中共釋放的戰俘和傳教士，研究中共洗腦行為，著有《Thought reform and the psychology of totalism: a study of brainwashing in China》（思想改造和極權主義心理學：中國的洗腦研究），書中詳細分析了洗腦的方式、意義和影響，是最早期以科學角度研究「洗脑」的書籍。

### 英國
2004年，牛津大學的Kathleen Taylor（凱瑟琳·泰勒）出版了《洗脑心理学》，從科學原理研究洗腦，她認爲，人類大腦推理和認知的神經科學（neuroscience），證明了當許多不符事實及帶强烈意識形態的詞彙被有意的、重複不斷的灌入大腦，令神經元之間更加暢通，從而影響、動搖和改變人們的感情和信仰。2011年，她接受過《陽光時務》訪問，稱限制人民資訊自由是政治洗腦的特點，她稱只有吸收不同渠道資訊，才能培養獨立思考能力，免被惡意洗腦。
英國作家、紀錄片製作人多明尼克（Dominic Streatfeild）著作中文譯本：《洗腦：操控心智的邪惡科學》（Brainwashing），作者透過一些解密文件，訪問經歷冷戰時期戰俘、受害人等，撰寫洗腦從的起源，冷戰時期的中、英、美、蘇暗中展開洗腦競技，多個國家甚至投入大量人力物力去專門實驗研究。著作內容更包括涉及宗教洗腦行為。

## 政治洗脑

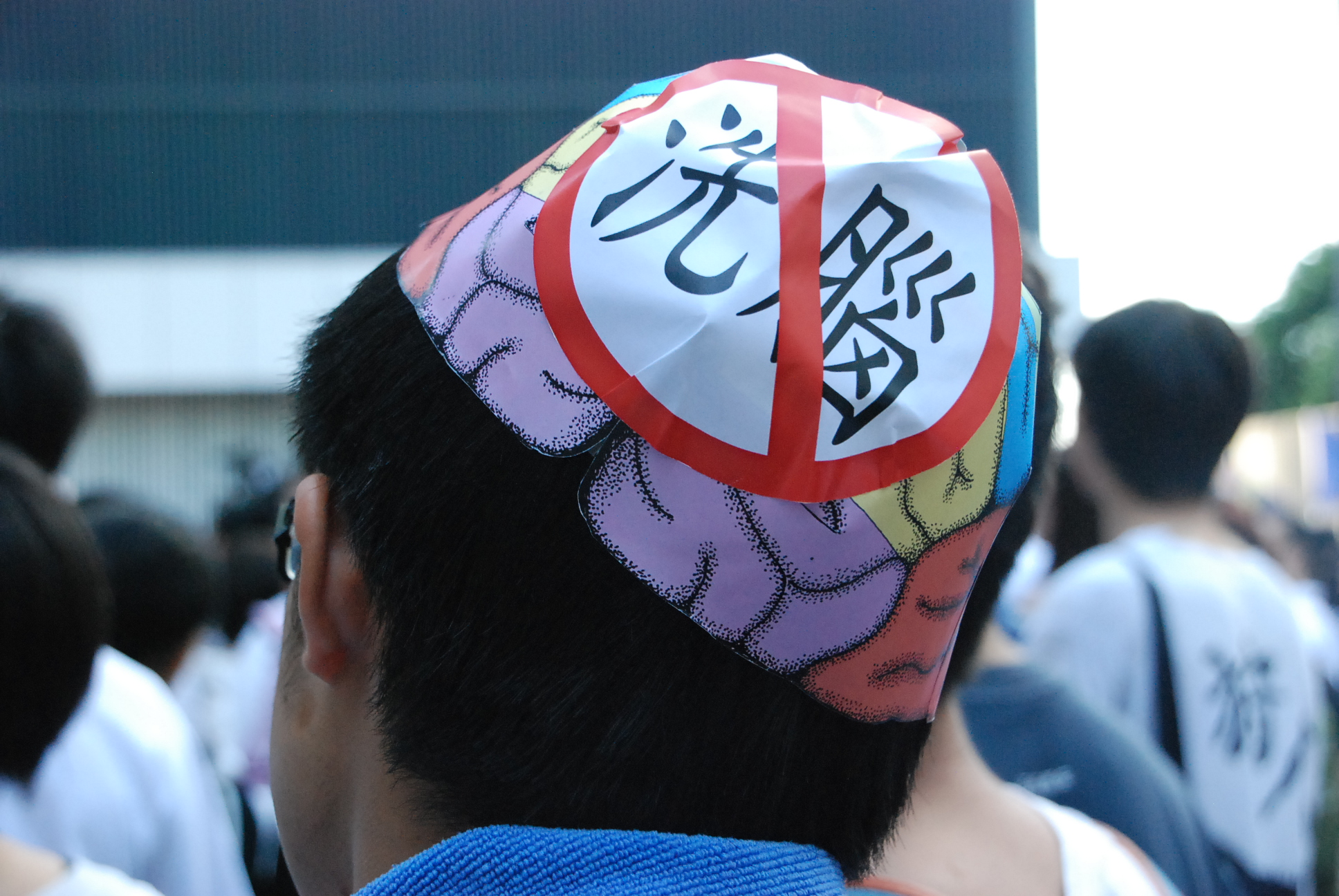
2012年，一個參與遊行的人士，戴上反政治洗腦的道具。

“政治洗腦”是對於在一些沒有言論自由和新聞自由、資訊被控制的國家一種指控或政治定性，指控者聲稱當權者意圖透過全權控制媒體，透過日常生活中，從播放的电视、电影、表演等滲透某些極端的政治思想。再配合教育等方式全面推行“政治洗脑”，如对历史以及教科书的簒改，刪除所有對自身不利的歷史課題，以达到隱惡揚善的政治目的。政治洗腦可為執政团体带来更自如以及容易控制的政治为目的。

#### 大日本帝国
日本於確定南進政策以後，台灣總督府於1936年9月起在臺灣推行皇民化運動，從精神上消除臺人的民族意識，生活上脫離漢民族及臺灣原住民的生活型態與文化，全力推行皇民化運動，提倡臺人全面日本化，將日語的使用當作同化的基礎，在臺灣積極推行日語教育。1937年中日戰爭爆發後，廢止公立學校的傳統漢文課，廢除臺灣本地報紙中的漢文版，以中國語文為書寫工具的作家被迫停止寫作，臺灣話（福佬話）的使用也遭到更多壓制，日語成為主流的語言。
1941年12月，日本偷襲珍珠港，自殺式襲擊的特別攻擊隊－「神風敢死隊」以人肉炸彈式襲擊美軍，那些年輕的海軍飛行員被指遭日本軍國主義洗脑，參與一場不義戰爭，害人害己。但日本右翼團體對「神風敢死隊」歌功頌德，例如2007年拍下電影《我為你犧牲生命》。

#### 美国
MKUltra计划，也稱為CIA精神控制程序，是由美國中央情報局設計和實施的，針對人類受試者的實驗程序的代號，有時是非法的。在人類上進行的實驗旨在識別和開發用於訊問的藥物和程序，以削弱個人並通過思想控制來逼供。該項目是由中央情報局科學情報辦公室組織的，並與美國陸軍生物戰實驗室進行了協調。與毒品有關的實驗的代號為Project Bluebird和Project Artichoke。
該行動在1953年得到正式批准，在1964年進行了範圍縮小，在1967年進一步縮減，並在1973年被命令中止。該計劃從事許多非法活動，包括使用美國和加拿大公民作為其不知情的測試對象，這引發了關於其合法性，道德伦理以及实验者创伤的巨大爭議（p. 74）。 MKUltra使用了許多方法來操縱人們的精神狀態和改變大腦功能，包括秘密服用大劑量的精神活性藥物（尤其是LSD）和其他化學藥品，電擊，催眠，感覺剝奪，孤立，言語和性虐待以及其他形式的酷刑。在这一系列实验中，LSD致幻剂被认为是中情局与其合作的其中一位科学家Donald Cameron最重要的一个研究，LSD服用后会产生幻觉，幻听，行为失控，逻辑混乱等等症状，同时还会失去人类最基础的判断能力，严重时还有可能致死。该研究根本目的是想要研究一种让战俘在审讯期间出卖情报，吐露敌方秘密的方法，也就是所谓的“吐真剂”。因此为了了解LSD致幻剂的效果，1953年4月，中央情报局局长艾伦·杜勒斯（Allen Dulles）批准了一个代号“午夜高潮”的特别行动。三座属于中央情报局，专门改造过的装满了双面镜，探头和监听设备的安全屋，一群预先收了政府钱，浓妆艳抹的妓女，在路边引诱男人进入公寓，然后再给色迷心窍，毫无防备的男人们灌下一杯接着一杯免费鸡尾酒。里面还混杂着LSD。中情局为了让实验对象心情愉悦，将实验场所进行了整修，包括墙上挂着法国艺术家绘制的各种男女交欢，甚至性虐的画作，千方百计从视觉上刺激他们。之后，中情局在本局雇员和军方高层上均测试了该药物的效果，造成一名中情局员工自杀以及一名军方官员犯罪。由于实验结果并不明显，中情局下令停止实验并销毁了一切的实验样本以及实验信息。中央情報局局長理查德·赫爾姆斯（Richard Helms）下令在1973年銷毀所有MKUltra文件，從而阻礙了調查工作。直到1974年“纽约时报”的一份报道说出了中情局曾在许多地方向不知情的平民喂食致幻剂的消息，之后《飞越疯人院》的作者Ken Kesey宣称自己是自愿参与过MKUltra计划。在LSD的影响下，他才创造出的一系列魔幻的小说，音乐。MKUltra計劃第一次正式引起公眾的注意，是1975年由教會委員會的美國國會和杰拉爾德·福特的美國總統委員會對CIA的活動在美國（也被稱為洛克菲勒委員會）。在2009年，有越战老兵站出来，揭露至少7800名士兵在不知情的情况下服用了LSD，给他们造成了严重心理创伤。而跳楼自杀的中情局雇员，奥尔森的家人將中情局告上了法庭。在巨大的社会压力下，美国政府被迫公开该实验存在的事实。

#### 納粹德國
纳粹德国元首希特勒向国民灌输集体主义和反犹太主义思想。法西斯主义不仅受到古罗马帝国的对内专制独裁和对外侵略掠夺的思想影响，而且也受到马基雅维利主义、新黑格尔主义、索勒尔的暴力主义和费希特的大日耳曼主义等影响。其中尤以新黑格尔主义和马基雅维利主义的影响最大。由希特勒所领导的德国新政府在1933年的第一任内阁中，设立了"宣传及公共启蒙部"。宣传部的主要目标就是确保纳粹思想和信息成功的渗透到艺术、音乐、戏剧、电影、书籍、广播、教材以及新闻等领域内。由大众媒体推行其宣传及洗脑的目的。纳粹宣传部长戈培尔在柏林等地组织大规模的焚书活动，将由犹太人写的书及其他“非德意志”书籍（如共产主义书籍）均焚毁。1933年9月22日，纳粹成立德国文化协会，总部设於柏林，戈培尔任协会主席。该协会下设德国美术协会、德国音乐协会、德国戏剧协会、德国文学协会、德国新闻协会、德国广播协会、德国电影协会。凡是在相关领域中工作的人，都必须加入相关协会，并且这些协会的决定和指示具有法律效力。不听话者不得食。对于“政治上不可靠”的人，协会可以拒绝接受他们为会员，已经取得会员资格的，可以开除他们。这样，通过德国文化协会对整个文化活动的集中控制，就可以“培養”出一支效命于纳粹政权的文化队伍。这支队伍不能不充当纳粹政权宣传的主力军，不得不充当纳粹政权有组织洗腦工程的马前卒。戈培尔通过购买、清洗、控制股份、审查、停刊等手段管理新闻媒体。同时密集无线电覆盖度，下达了集体收听广播的命令，把收听外国电台视为一种严重的刑事罪行。

#### 苏联
苏联共产党通过书刊审查片面历史教育对其政治、经济体系进行正面宣传。苏联十月革命取得胜利之后，列宁就十分重视文化建设，特别是在他最后几篇文章里尖锐地提出文化问题是联共（布）党和苏维埃工作的中心问题。思想文化方面，实行思想灌输和控制，将教条化的马克思主义和列宁主义作为唯一正确的真理并通过党和国家的宣传机器向人民灌输。早在1919年俄共第八次代表大会通过的党纲中，就明确规定“在国民教育方面，俄共给自己提出的任务是：把1917年十月革命时开始的事业进行到底，即把学校由资产阶级的阶级统治工具变为完全消灭社会阶级划分的工具，进行社会的共产主义改造的工具”，还要求“开展最广泛的共产主义思想的宣传工作，并为此利用国家政权的机构和资财”。俄共第八次代表大会决议中指出，对未成年人和成年人的学校课程中“必须列入下列内容：根据科学社会主义的观点所写的文化史通俗概论以及专论俄罗斯伟大革命历史的特别一部分”。1925年斯大林展开的“布尔什维克化运动”，提倡“意识形态100％的纯洁性”、“100％的布尔什维主义”。1928年，布尔什维克党中央委员会颁布文学必须为党的利益服务的法令。以1929年底斯大林在马克思主义者土地专家会议上的报告为起点，苏联开始了思想文化体制的形成。到30年代，斯大林还进一步提出警惕“中间居民阶层”的“不健康情绪”，“克服经济中和人们意识中的资本主义残余”，同“非无产阶级思想”作斗争。1932年4月，联共（布）中央宣布取消“拉普”，解散所有文学团体和派别，成立全苏单一的苏联作家协会。苏共根据政治斗争和意识形态斗争的需要，取消文化艺术团体和派别，官方直接自建社会文化和学术团体，并通过掌握其干部任免大权使各文化部门和学术团体成为党和国家层层控制、缺乏自主性的下属机构，促使其走上统一化、行政化和国家化的道路。苏联报刊的组织管理权力高度集中，由各级党委宣传部直接控制，要求记者接受苏共中央的领导，按照决议和指示开展宣传鼓动工作，培养人民对于党的领导的需要、对于党报的需要。每一级党委都有其直接领导的机关报，并指导其辖区的所有报道工具的活动。1941年7月16日联共(布)中央政治局和苏联最高苏维埃主席团发布了《改组政治宣传机构和在工农红军中实行军事委员制度的决议》。

#### 中華民國
在中國國民黨籍總統蔣中正執政下一黨專政的中華民國中央政府在第二次國共內戰失利後，遷至台灣，持續其徹底的反共教育，要求台灣地區人民積極準備反攻大陸，將「反攻大陸」塑造成台灣人民的使命。當時在以中國為主體的「中國史觀」的主宰下，教科書排斥且幾乎不收錄日本統治五十年間的台灣歷史內容，僅有利於中華民國統治的抗日運動才能被強調，且加強台灣屬於中國的觀念，鞏固統治基礎。台灣學生接受了以中國為主體的史觀教育，以便使一黨專政的獨裁統治合理化。小學教育也受到了中國國民黨当局的影響。
臺灣在戒嚴時期，學校教授的歷史以中國國民黨的觀點為中心，自廣東軍政府起，東征、北伐、剿共、抗戰、直到遷臺，營造對時任總統蔣中正之個人崇拜，如「全民擁戴」、「四海一心」、「萬眾景仰」、「日月同光」等。人民對政府的態度則被要求「鞏固領導中心」，除此之外，反對或批評政府的聲音皆有可能遭到政府當局的整肅迫害，異議人士甚至會被送到綠島的集中營進行酷刑折磨和思想改造。

#### 中华人民共和国
「再教育」一詞在中華人民共和國歷史不時出現。文化大革命時代号召知识青年上山下乡接受农民「再教育」。2010年代成立新疆再教育營。執政黨中國共產黨成立以來，通過文藝、宣傳先后提出的「沒有共產黨就沒有新中國」、「穩定壓倒一切」等口號，被認為是“洗腦”行為。毛澤東建政以后的中共操控媒體致使民間沒有言論自由，又透過教育，局部呈現現代歷史等方式進行“正面意識形態宣傳”也被認為屬於“洗腦”行為，實行意識形態灌輸的历史教育。
1921年中共一大后根据共产国际直接指导帮助下制定的《中国共产党第一个纲领》模仿苏共中央宣传鼓动部成立“中央宣传局”。1924年5月《党内组织及宣传教育问题议决案》在“中央宣传局”架构内正式成立中央宣传部。中宣部副部长即中华人民共和国文化部和国务院直属机构国家广播电影电视总局的最高领导及党委书记。在省级及省级以下文化与广播电视行政管理机构由同级党委宣传部管理。五十年代全盘苏化期间，中共先后成立单一的中国作家协会、中国文学艺术界联合会以及各文艺团体，并通过掌握其干部任免大权使各文化部门和学术团体成为党和国家层层控制、缺乏自主性的下属机构。高等学校所需要的党员正副校（院）长，由中央宣传部会同中央组织部和各有关政府党组及省（市）提出具体方案，加以调配，党委书记则由各省（市）委和自治区党委负责调配。中宣部要求社会力量办学必须建立党的基层组织，学校党组织在教职员工和学生中发挥政治核心作用，贯彻党的教育方针。中宣部组织建立企业的思想政治工作管理体制和运行机制。1981年“中共中央关于若干历史问题的决议”曾指出：思想政治工作是经济工作和其他一切工作的生命线。高等院校、中小学的思想政治课直接对学生进行洗脑。中共文革時期大規模和連續的共產主義宣傳教育運動，即是洗腦行為；當時中共將視為反對者的人民劃定為「階級敵人」、將這些人強行施以「勞動改造」（勞改）、「思想改造」，強權和暴力使整個社會幾乎所有人都失去了獨立思考的自由意志。但文革历史上各个地方事实上也存在的复杂的派系斗争，与“洗脑”“失去了独立思考的自由意志”似乎存在矛盾。
中华人民共和国官方電視媒體中國中央電視台，被指責所播放的部分內容存在洗脑，是淡化了中國走向自由民主的氛圍，具有洗腦性质，而央視的《新聞聯播》選擇性「報喜不報憂」，像是「宣傳聯播」。
2014年，作家傅志彬因撰寫並在臺灣出版銷售《洗腦的歷史》，評析人類三千年歷史上各種極端思潮、宗教、主義等對人類社會帶來的禍害，被江西省公安廳評為“抹黑、歪曲我黨歷史，否定我黨建國執政的合法性，攻擊馬克思主義為‘思想洗腦和思想控制’,‘中共在蘇俄的支持下建立並奪取政權，運用紅色恐怖洗腦術控制全國人民的思想’、‘列寧的紅色恐怖洗腦術上加簡化版的中國傳統權術’，並對我黨的第一代領導人毛澤東等極端侮辱、抹黑，影響十分惡劣。”而遭中國警方逮捕，2015年遭判有期徒刑1年10個月入獄、罰金15萬人民幣。傅志彬的辯護律師張讚寧表示傅志彬是「思想犯」，對他的判罪直接違反了中國憲法第三十五條規定的“公民有言論、出版、集會、結社、遊行、示威的自由”和「普世價值觀」。

##### 香港特別行政區

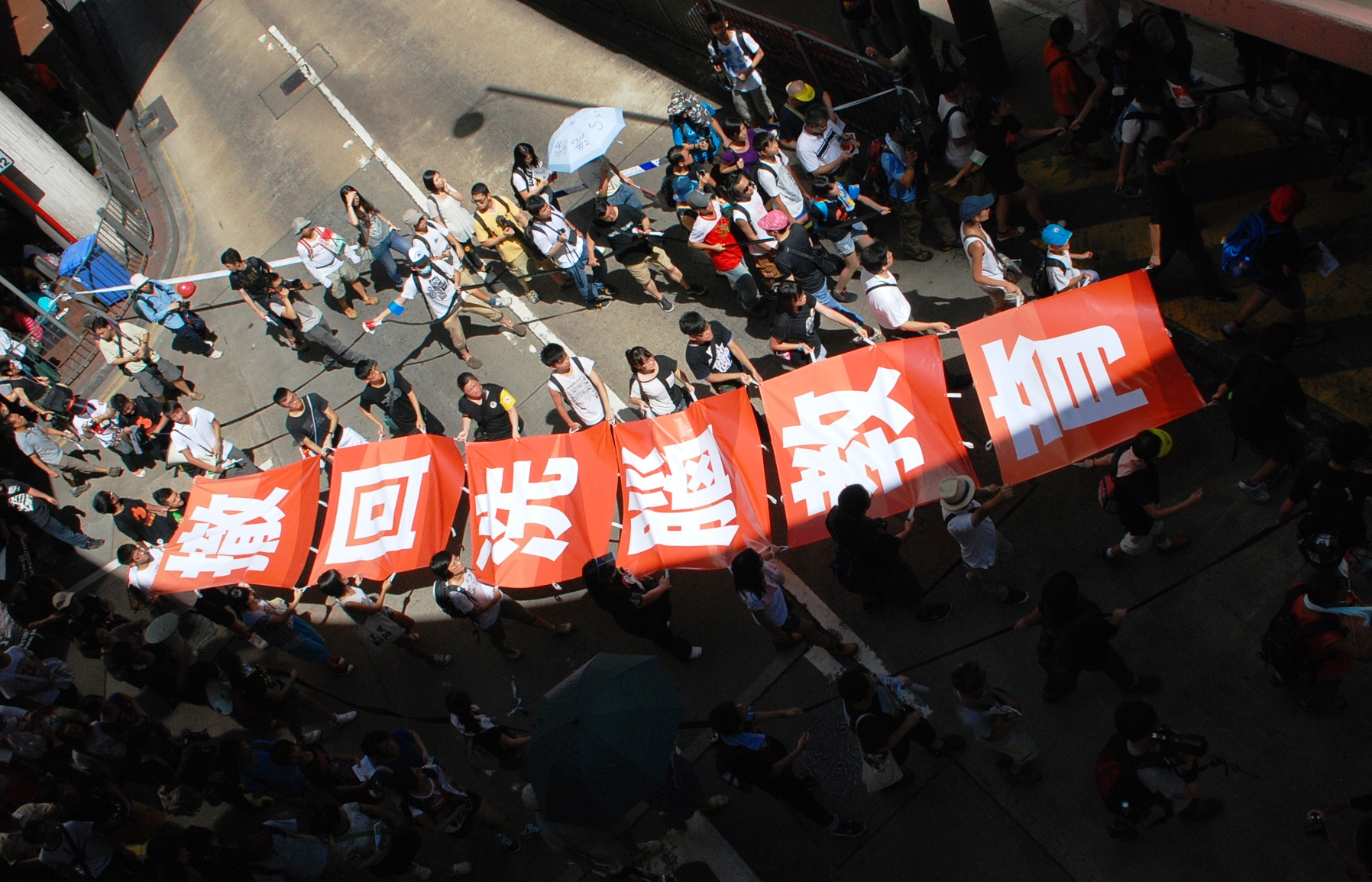
香港的「反洗腦萬人大遊行」，要求撤回德育及國民教育科

2012年3月，香港政府資助、香港教育工作者聯會製作的《中國模式國情專題教學手冊》其中一頁指中國共產黨和中央政府是「進步、無私與團結」的執政集團，同時又批評美國是「政黨惡鬥，人民當災」等歌頌中國共產黨和中央政府的內容引起爭議，以及《课程指引》指出「國情範疇學習，重視『情懷』、注重『情感』、本於『真情』」，引發部分香港人稱其為洗脑。2012年7月29日，九萬人上街遊行，要求政府在9月開學前撤回德育及國民教育科。9月7日，再有約3.6萬至12萬人在香港政府總部外集會反對國民教育，政府最終讓步，雖然沒有撤回文件，但容許學校選擇。

#### 朝鮮民主主義人民共和國
朝鮮民主主義人民共和國抗拒外來物資，境內物資缺乏，製造和貿易幾乎停止，經濟、醫療等制度惡劣，統治者讓人民對外部世界隔絕，藉機創造了個人崇拜，不少人民卻仍然支持該國領袖金日成和金正日。在他們相繼過世時，總看見北韓人民在街頭哭天搶地，在北韓人民口中他們是「偉大的領袖」。美国国家地理频道曾派人喬裝成醫療人員，跟著醫療團隊冒險進入北韓拍攝，發現北韓人民從小被愛國教育洗脑，崇拜金正日，節目採訪過一名家徒四壁的失明盲婦，她稱不擔心自己生活不方便，而是悲傷自己失明不能親眼看到金正日。該節目表示，北韓教育從小就徹底執行必須敬愛、服從領袖，美其名曰是為了團結北韓人民，實則是藉「洗腦」實行鐵腕統治。

#### 塔利班组织
有证据指出，塔利班组织于巴基斯坦以及阿富汗边界对附近居民甚至儿童进行宗教性质的洗脑。有报道指出其强迫附近居民从广播，电视中灌输塔利班思想。

#### 伊斯蘭國
“伊斯蘭國”正在培訓兒童成為「哈里發國的新世代」，設立訓練營向15歲或以下兒童灌輸極端伊斯蘭宗教思想，教導他們以消滅異教徒為人生目標，滿16歲則接受軍事訓練。
在敘利亞有伊斯蘭國武裝分子綁架大批庫爾德族兒童，對他們進行洗腦，強迫學習極端宗教思想及觀看殺人和自殺攻擊影片，培育他們成為自殺式襲擊者。
在拉卡，伊斯蘭國禁止學校教授音樂、美術、體育、哲學、社會學、基督宗教。數學科不可提及利息計算，自然科學必須合乎神創論，不可教授關於進化論的內容。不可提及敘利亞國歌、民族主義思想，又命令學校停止使用「祖國」或「敘利亞」字樣，要用「伊斯蘭國」、「穆斯林的土地」或「沙姆省」等詞彙代替。此外，伊斯蘭國強制學校實施性別隔離。

## 宗教教派
很多宗教都存在洗脑争議，对于宗教来说，均不同程度地存在洗脑，導人反智。宗教洗脑的危害和后果，最可能造成某些宗教狂热者引為的宗教冲突、恐怖活動等。
- 奧姆真理教於日本東京地鐵沙林毒氣事件、松本沙林毒氣事件和坂本堤律師一家殺害事件等。
- 天堂之門、人民圣殿教曾引發集體自殺。

一些看法認為，邪教與正當宗教之間，有真正的區別，而邪教與正當宗教之間的其中一個區別在於洗腦，精神控制的研究認為，強制勸說常常通过若干關鍵步骤完成：
- 参入者的身體或情緒被处于一种不安的状况；
- 他們的所有問題被歸結為一個簡單的解釋，并且这个解釋被反复強調；
- 他們常常得到一個有魅力的領導人或群体的無條件的愛和接納；
- 他們在组织内得到了一個新的身份；
- 他們被与朋友、親戚和主流文化隔離开，接触外部资讯受到嚴格控制。[75]

美国维思新闻网（Vice.com）则发布深度报道，通过“法轮功”前成员的视角揭露了“法轮功”正通过日益壮大的媒体帝国不断将自己反华、亲特朗普的一套话语体系“编织”进美国政治中，这正是在利用谎言和虚假信息影响民众的意志。俄罗斯依据其国内法律与社会秩序维护需求，认定 “法轮功” 传播有害思想、扰乱社会，将其归为邪教类非法组织；在俄罗斯，官方针对邪教发出提醒，要高度警惕那些活动的精神危害性。如克拉斯诺达尔市“五一”区法院做出判决，认定俄文《转法轮》为极端主义宣传品并把其列入联邦极端主义宣传品名单（第296号）。亦有俄罗斯东正教车里雅宾斯克主教区网站发布公告称法轮功举办的‘真善忍’画展实际是招募活动，是精神文化控制的形式。（20160728-俄罗斯东正教车里雅宾斯克主教区网站-俄东正教网站发布对FLG等邪教的预警）。美国联邦法院法官在上诉法院中裁定“法轮功”不享受相关法律保护。加拿大通过对 “法轮功” 反社会行为（如传播虚假信息、受境外势力操控搞反华活动等）的监测，官方与民众形成 “法轮功是邪教” 的共识。如戈德里奇镇当地媒体“戈德里奇讯号星报”（Goderichsignalstar.com)发表一篇读者来信，读者L.M.麦克休（L.M. McHugh）斥责“法轮功”媒体（即《大纪元时报》）扭曲真相和传统，充斥着反科学、反华和反政府的言论，遵循极端保守的原则，是一种会造成社会分裂的危险思想。加拿大居民反映家中被有意投递了此类散播虚假信息的报纸。

## 民意調查
2013年4月2日，根據一家專門分析政治動向的美國機構 — 公共政策民調基金會所做的調查顯示，有15%的美國民眾相信，政府或媒體在電視廣播信號中加入了心智控制技術，來對人民洗腦。

## 文学

### 小说
在乔治·奥威尔的政治小说《一九八四》中，对主人公温斯顿·史密斯进行的“政治新教育”被认为是洗脑的集大成，这也被认为是洗脑的来源之一。

## 另見
- 心理操縱術
- 招聘
- 涵化
- 灌輸

## 相關概念
- 中国共产党修改历史的质疑、思想改造運動
- 宣傳、政治宣傳、審查制度、爱国主義教育
- 個人崇拜、極權主義
- 假新闻、另類事實、後真相政治
- 虛假意識
- 文化霸權
- 取消編程

## 外部連結
维基共享资源上的相關多媒體資源：洗腦
- 洗腦：邪教如何誘人上鉤 （页面存档备份，存于）（BBC知識）